# 指定自動車教習所公正取引協議会
指定自動車教習所公正取引協議会（していじどうしゃきょうしゅうじょこうせいとりひききょうぎかい）は、指定自動車教習所業における表示に関する公正競争規約第14条、指定自動車教習所業における景品類等の提供の制限に関する公正競争規約第4条の規定に基づき、同規約の実施に当たる事業を行う組織体である。2004年に設立された。
正会員には全日本指定自動車教習所協会連合会とその下部組織の都道府県協会を会員とした団体会員と指定自動車教習所別の事業者会員がある。その他、賛助会員としてカーライフサポート、ケイ・アンド・エム、ナンバメイト、大学生協東京事業連合、クォンタムジャンプジャパン、教育産業、ヤガミ、エポスカードが加入している。 